# 정다운 가곡
정다운 가곡은 KBS 클래식FM(전국, 수도권 기준 FM 93.1MHz)에서 방송되는 가곡 전문 라디오 프로그램이다.
DJ는 배창복 아나운서이며, 생방송은 평일 밤 9시 40분부터 밤 10시까지, KBS 1라디오(전국, 수도권 기준 FM 97.3MHz, AM 711kHz) 본방송은 일요일 한정으로 매주 월요일 새벽 1시 40분부터 새벽 2시까지이다. 단, 이 프로그램은 모두 전국방송이다.

## 역사
1986년 4월 28일에 첫방송을 시작했으며, 그 동안 방송 분량이 여러 번 단축되다가, 2018년 5월 28일부터 20분 방송으로 단축되었다. 2006년 4월 28일에 방송 20주년을 맞이했고, 2016년 4월 28일에 방송 30주년을 맞이했다가, 2026년 4월 28일에 방송 40주년을 맞이한다.

## 역대 방송시간
※ 역대 방송시간 중 타 KBS 라디오 채널 본방송 시간의 경우 그 동안 KBS 1라디오와 KBS 3라디오를 오고 가다가, 현재는 KBS 1라디오에서 본방송을 한다.
| 방송 채널   | 방송 기간                          | 방송 시간                                                            | 비고               |
| ----------- | ---------------------------------- | -------------------------------------------------------------------- | ------------------ |
| KBS 3라디오 | 2005년 5월 2일 ~ 2006년 4월 23일   | 매일 밤 8:30 ~ 밤 9:00 (본방송), 매일 새벽 2:30 ~ 새벽 3:00 (재방송) | 3R 매일 본, 재방송 |
| KBS 3라디오 | 2006년 4월 24일 ~ 2007년 4월 15일  | 매일 밤 12:30 ~ 새벽 1:00                                            | 3R 매일 본방송     |
| KBS 3라디오 | 2007년 4월 16일 ~ 2009년 10월 25일 | 매일 밤 11:30 ~ 밤 12:00                                             | 3R 매일 본방송     |

## 역대 DJ
- 강성곤 前 아나운서
- 서기철 前 아나운서
- 유지철 아나운서
- 오태훈 아나운서
- 이상협 아나운서
- 이규봉 아나운서
- 배창복 아나운서

## 시그널 음악
- KBS교향악단 챔버 앙상블 (이수인 곡)